# Bezzimyia jamaica
Bezzimyia jamaica är en tvåvingeart som beskrevs av Thomas Pape och Arnaud 2001. Bezzimyia jamaica ingår i släktet Bezzimyia och familjen gråsuggeflugor.
Artens utbredningsområde är Jamaica. Inga underarter finns listade i Catalogue of Life.